# 携帯除染器2型
携帯除染器2型（けいたいじょせんきにがた）は、陸上自衛隊の装備。全部隊に配備される。液状の除染剤を噴霧し、装備品を除染するための装備。風水害後の防疫作業にも使用される。

## 諸元
- 乾燥重量：8.4kg
- 充填量：11.5L
- 常用圧力：7kg/cm2

## 特徴
能力は戦車、トラック1両分ほど。約100m2に散布できる。

## 製作
- マルナカ製作所
- 丸山製作所